# 弗兰克·卢宾
弗兰克·约翰·卢宾（英語：Frank John Lubin，1910年1月7日—1999年7月8日），又名普拉纳斯·约纳斯·卢比纳斯，立陶宛裔美国篮球运动员。他曾代表美国参加1936年夏季奥运会男子篮球比赛，并获得金牌；也曾代表立陶宛参加1939年国际篮联欧锦赛。1997年，鲁宾入选加州大学洛杉矶分校名人堂。此外，他还入选了赫尔姆斯体育名人堂。 